# Realityshow
Et realityshow er et tv-show, der forsøger at fremstille virkeligheden (engelsk: reality). Derfor er der ikke skrevet et manuskript med replikker. Der kan dog være ting som er planlagt, eksempelvis temaet, konkurrencer, spørgsmål e.l. Blandt de mest populære realityshows i Danmark er Robinson Ekspeditionen, Paradise Hotel, Big Brother, m.fl.
I mange realityshows er der en vært og en række deltagere, der er casted gennem fx auditions, interviews eller hjemmevideobånd. Der findes også mange realityshows der følger en gruppe personer for eksempel en familie som i programmet Keeping up with The Kardashians.
| Fjernsyn | Spire Denne artikel om et tv-program er en spire som bør udbygges. Du er velkommen til at hjælpe Wikipedia ved at udvide den. |